# Madhuvanahalli, Krishnarajanagara
Madhuvanahalli là một làng thuộc tehsil Krishnarajanagara, huyện Mysore, bang Karnataka, Ấn Độ.